# Єжи Гротовський
Єжи Маріа́н Ґротовський (пол. Jerzy Marian Grotowski; 11 серпня 1933, Ряшів, Польща — 14 січня 1999, Понтедера) — видатний діяч польської і світової театральної культури, режисер, педагог, експериментатор і теоретик театру.
Один із найбільших реформаторів театру ХХ століття.

## Витоки
Батько Ґротовського, Мар'ян, родом з Ряшева; під час ІІ Світової війни опинився в Польських Збройних Силах на Заході, а після її закінчення залишився в еміграції — перебував спочатку у Великій Британії, пізніше в Південній Америці (Аргентина, Парагвай). Ще під час війни в Глазго вчився мистецтву; був нереалізованим скульптором та живописцем.
Мати, Емілія з Козловських, львів'янка, була вчителькою.
Старший брат, Казимир, став професором ядерної фізики в Ягелонському університеті.

## Творчий шлях
Більшу частину дитинства (до війни) Ґротовський провів з батьками і братом в Перемишлі. У вересні 1939 році потрапив з матір'ю та братом до села Ненадівка. Відтоді вже ніколи не бачив батька (листувалися).
1955 — навчався акторського мистецтва у Кракові, а потім вступив до Московського державного інституту театрального мистецтва (ГІТІС), де навчався режисурі. В Москві познайомився з театральною методикою Станіславського.
Режисерський дебют Ґротовського відбувся 1957 року в «Старому Театрі» (Краків) виставою «Стільці» Ежена Йонеско.
Наприкінці 1950-х рр. керував театром в м. Ополе, який перейменував на Театр-Лабораторію «13 Рядів». Перша прем'єра театру — «Орфей» Кокто (1959).
1965 — театр переведено до Вроцлава, а його назва скоротилася до «Театр Лабораторія». В цей час Ґротовський вже цілком зосередився на роботі з актором і де-факто перетворює театр на лабораторію дослідження акторського методу.
1965 — опублікував один із найважливіших театральних маніфестів XX століття На шляхах до вбогого театру: Якби відкинути в театрі все те, що не є необхідним для його існування, залишиться в ньому актор та глядач. Таким чином приходимо, до театру вбогого, який, на відміну від театру багатого, не буде колажем різних видів мистецтва, таких як музика, література, живопис, серед яких людина є лише одним із елементів постановки, але буде становити інтегральну цілість, в якій все зосереджується на акторі.
Театр Ґротовського був експериментальною сценою, на якій вивчали взаємозв'язок між сценою та аудиторією. Тому сценографічні роботи Єжи Журавського, багатолітнього співробітника Ґротовського, мали на меті з'єднання тих двох полюсів, створення такого сценічного простору, який би заволодів глядачами і зробив би з них активних учасників шоу.